# Discos de Jefferson

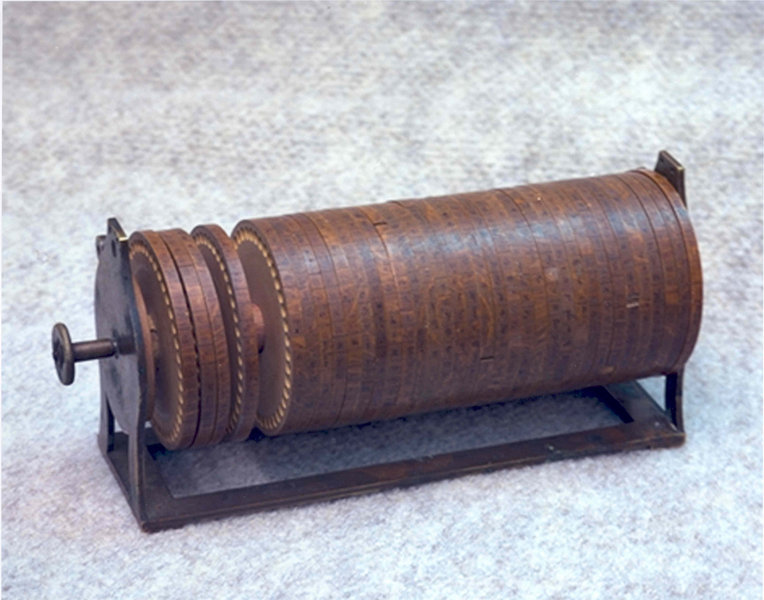
El disco de Jefferson cipher

Los discos de Jefferson, o ruedas de cifrado, como Thomas Jefferson lo nombró, también conocido como Cilindro de Bazeries, es un sistema de encriptado que utiliza un conjunto de ruedas o discos, con las 26 letras del alfabeto distribuidas por el borde. El orden de las letras es diferente para cada disco procurando que sea aleatorio. Cada disco está marcado con un número de identificación. Un agujero en el centro de los discos permite apilarlos en un eje único. Los discos son desmontables permitiendo que se pueda alterar su orden, de modo que dicho orden sea la clave de descifrado del sistema, de modo que tanto el emisor como el receptor deban emplear el mismo orden para que el mensaje pueda ser recuperado correctamente. El dispositivo de Jefferson tenía 36 discos.
Una vez que los discos han sido colocados en el eje en el orden correcto, el emisor rota cada disco hasta formar el mensaje deseado en una fila. A continuación, el emisor selecciona cualquier otra fila para transmitirse como mensaje cifrado. El receptor debe colocar los discos en orden, y rotarlos hasta formar el mensaje recibido en una fila y por último localizar la fila en la que esté el mensaje descifrado, que será aquella en la que no haya un galimatías. La posibilidad de que haya dos mensajes legibles es extremadamente pequeña, pero puede ser verificado de inmediato por el emisor.
Thomas Jefferson inventó este sistema entre 1790 y 1800, mientras era Secretario de Estado encargado de la política exterior. Aunque su objetivo posiblemente fuera cifrar su propia correspondencia, el departamento en el que trabajaba nunca hizo uso del mismo, prefiriendo el nomenclátor y relegando al olvido el invento de Jefferson. Un siglo después (en 1891) y de forma independiente, el comandante Etienne Bazeries, que también descifraría el Gran Cifrado de Luis XIV, reinventó de nuevo el mismo sistema denominándolo Cilindro de Bezeries. La única diferencia entre ambos sistemas reside en que el de Jefferson disponía de 36 discos con 26 letras y el de Bezeries de 20 discos con 25 letras. Este dispositivo fue utilizado por el ejército de los Estados Unidos desde 1923 hasta 1942 en que fue conocido como M-94.
No se considera un sistema seguro frente a los sistemas de criptoanálisis modernos cuando se encripta más de una fila de texto con el mismo orden de discos, es decir, cuando se usa la misma clave. Concretamente, el marqués Gaétan Henri Léon de Viaris logró romper el código de Bezaries, porque este colocó las letras de 14 de los 20 discos a partir de frases nemotécnicas, mediante la técnica de cuadrados latinos.

## Operación
Para encriptar un mensaje, Alice y Bob tienen que acordar previamente el orden en que van a colocar los discos en sus cilindros. Entonces, Alice rota los discos para reproducir el mensaje a cifrar en una fila y a continuación selecciona otra fila como mensaje cifrado. Para desencriptar el mensaje, Bob tiene que rotar los discos de su cilindro para reproducir el texto cifrado en una fila. Si Alice y Bob han establecido previamente el número de fila que se va a transmitir se agiliza el descifrado, pero no es necesario dado que solo una de las filas mostrará un mensaje con sentido.
Por ejemplo, un juguete «simplificado» de discos de Jefferson que utilizase solo diez discos podría disponer del siguiente juego de discos, donde se muestra el orden aleatorio del alfabeto en cada disco:
| 1:  | < ZWAXJGDLUBVIQHKYPNTCEMOSFR < |
| 2:  | < KPBELNACZDTRXMJQYOHGVSFUWI < |
| 3:  | < BDMAIZVRNTJUWFHSEQGYXPLOCK < |
| 4:  | < RPLNDVHGFCUKTEBSXQYIZMJAWO < |
| 5:  | < IHFRLABEUOTSGJVDKCPMNZQWXY < |
| 6:  | < EMKGHIWPNYCJBFZDRUSLOQXVAT < |
| 7:  | < GWTHSPYBXIZULVKMRAFDCEONJQ < |
| 8:  | < EOZUTWDCVRJLXKISNFAPMYGHBQ < |
| 9:  | < XPLTDSRFHENYVUBMCQWAOIKZGJ < |
| 10: | < UDNAJFBOWTGVISCZQKELMXYRHP < |

Si la «clave», es decir, la secuencia de discos, a utilizar fuese:
7,9,5,10,1,6,3,8,2,4
y Alice quiere enviar el mensaje: «retirese ya», a Bob, tendría que ordenar los discos en el cilindro conforme a la clave y rotar los discos para formar el mensaje en una línea, la cual se muestra en el lado izquierdo (se han añadido espacios para facilitar la localización del mensaje a cifrar y el mensaje cifrado):
| 7:  | < R AFDCE O NJQGWTHSPYBXIZULVKM < |
| 9:  | < E NYVUB M CQWAOIKZGJXPLTDSRFH < |
| 5:  | < T SGJVD K CPMNZQWXYIHFRLABEUO < |
| 10: | < I SCZQK E LMXYRHPUDNAJFBOWTGV < |
| 1:  | < R ZWAXJ G DLUBVIQHKYPNTCEMOSF < |
| 6:  | < E MKGHI W PNYCJBFZDRUSLOQXVAT < |
| 3:  | < S EQGYX P LOCKBDMAIZVRNTJUWFH < |
| 8:  | < E OZUTW D CVRJLXKISNFAPMYGHBQ < |
| 2:  | < Y OHGVS F UWIKPBELNACZDTRXMJQ < |
| 4:  | < A WORPL N DVHGFCUKTEBSXQYIZMJ < |

Alice tendrá que escoger una fila cualquiera de las restantes para usar como mensaje cifrado, en el ejemplo, se toma la sexta fila cifrada:
OMKEGWPDFN
Cuando Bob reciba el mensaje cifrado, tendrá que ordenar los discos en su cilindro como indica la clave y rotar los discos para formar dicho mensaje. A continuación tendrá que localizar la fila que contenga un mensaje con sentido, que será la sexta fila a continuación de aquella en la que haya formado el mensaje cifrado.